# Colobothea dostalbergeri
Colobothea dostalbergeri es una especie de escarabajo longicornio del género Colobothea, categorizada en la tribu Colobotheini, de la subfamilia Lamiinae. Fue descrita por Schmid en 2010.

## Descripción
Mide 10 mm de longitud.

## Distribución
Se distribuye por Argentina y Bolivia.